# 松本莉緒
松本 莉緒（まつもと りお、1982年10月22日 - ）は、日本のヨガインストラクター。ヨガインストラクター事務所 Peaceberg Style代表。かつては女優としても活動しており1995年から1999年までは、松本 恵（まつもと めぐみ）名義。立川女子高等学校出身。旧名義時代の愛称はまめぐ。既婚。1児の母。

## 人物
青森県生まれ、東京都府中市育ち。
1994年、11歳で芸能界デビュー。1995年、日本テレビ系ドラマ『終らない夏』でドラマデビュー。その後は『ガラスの仮面』（1997年、テレビ朝日）や、『聖者の行進』（1998年、TBS）などでブレイク。1997年には「ビクター・甲子園ポスター」キャンペーンに初の現役中学生のイメージモデルとして選出。
グラビア、CMなどに多数出演する一方で、「芸能活動は中学3年間限定にしたい」と考えており事務所契約時に伝えていたという。
中学卒業後、宣言どおりに芸能活動から少し距離を置いたが高校卒業時に復帰。心機一転、芸名も「松本恵」から「松本莉緒」に変えて再スタートした。
「セラフィータの子守唄」（2004年）で歌手デビュー。
映画『東京フレンズ』（2006年）や、ドラマ『エースをねらえ!』（2004年、テレビ朝日）、『モテキ』（2010年）などの作品に出演。数々のファッション誌においても表紙を飾った。
2014年からヨーガの指導者としても活動している。ヨガを始めたきっかけは20歳の頃にやっていたサーフィンの準備運動からだとインタビューで明かしている。

## 略歴
- 1992年、友人と初めて訪れた原宿でスカウトされ芸能界デビュー。
- 1995年から1999年までは「松本 恵（まつもと めぐみ）」名義で活動。
- 2002年、芸名を改め「松本 莉緒（まつもと りお）」名義で芸能界に復帰。
- 2013年秋、NPO法人「ワールド・ビジョン・ジャパン」にてボランティア活動を開始。
- 2014年春、乗馬の国内ライセンス「乗馬5級」を取得。
- 2014年夏、ヨーガの国際ライセンス「RYT200」を取得し指導者としての活動を開始[7]。
- 2015年夏、自身が在住する東京都府中市の「武蔵国 府中大使」に就任[8]。
- 2015年冬、「ホットヨガインストラクター養成講座」の活動を開始。
- 2019年2月16日、長年夢であったヨガスタジオ「アットヨガライフ府中」を地元・府中市にオープン[9]。※新型コロナウイルスの影響で2021年4月末に閉鎖[7]
- 2019年10月22日、自身の37歳の誕生日に結婚[10]。12月3日に第1子妊娠を発表[11]。
- 2020年5月11日、第1子となる男児を出産[12]。
- 2021年7月、ヨガスタジオ・PEACEBERG YOGA STUDIOをオープン[7]。運営会社兼ヨガインストラクター事務所 Peaceberg Style代表も務める。
- 2022年11月、夫の故郷・新潟県への移住を自身のInstagramで報告[5]。

## 作品

### シングル
- 2004年9月8日 『セラフィータの子守唄』（avex trax）

『BEAT POPS“FIGHTING GIRLS”』劇中歌

### 映像作品
- 2005年6月 DVD 『東京フレンズ』Vol.1 - 4（avex trax） - 羽山ひろの 役
- 2008年4月 『大和流 〜第二章〜』（美善） サーフィンDVD - 友情出演

## 出演

### テレビドラマ

#### 松本恵 名義（テレビドラマ）
- 家なき子2（1995年4月15日 - 7月8日、日本テレビ） - 1年D組生徒 役
- 終らない夏（1995年7月 - 9月、日本テレビ） - 藤野真理 役
- 金田一少年の事件簿（1996年7月13日、日本テレビ） - 御堂優歌 役
- 結婚はいかが?（9月 - 10月、NHK） - 有島美里 役

1997年
- 毛利元就（2月9日、NHK） - なつ / 玉姫 役
- サイコメトラーEIJI（1月 - 3月、日本テレビ） - 明日真恵美 役
- 川の見える病院から（3月18日、ABC） - 酒井はる香 役
- 最高の食卓（4月 - 6月、テレビ朝日） - 宇田光 役
- ガラスの仮面 Part 1（7月 - 9月、テレビ朝日） - 姫川亜弓 役

1998年
- 聖者の行進（1月 - 3月、TBS） - 高原鈴 役
- ガラスの仮面 Part 2（4月 - 6月、テレビ朝日） - 姫川亜弓 役
- 心の扉（8月22日、日本テレビ） - 藤川あや 役
- 世紀末の詩（10月 - 12月、日本テレビ） - 百瀬祐香 役

#### 松本莉緒 名義（テレビドラマ）
2002年
- ゴールデンボウル（4月 - 6月、日本テレビ） - 久保晶 役
- 太陽の季節（7月 - 9月、TBS） - 小宮山由紀 役
- リモート 第8話（11月30日、日本テレビ） - 花蓮 役

2003年
- 日本テレビ開局50周年記念ドラマ『天国のダイスケへ〜箱根駅伝が結んだ絆〜』（1月2日、日本テレビ） - 小出真澄 役
- 成人の日ドラマスペシャル『はたち-1982年に生まれて-』（1月13日、フジテレビ） - 主演：奥村理奈 役
- 熱烈的中華飯店 第7話（2月19日、フジテレビ） - 薫 役
- ごくせんスペシャル-さよなら3年D組…ヤンクミ涙の卒業式（3月26日、日本テレビ） - 若葉 役
- 顔 第6話（5月20日、フジテレビ） - マキ 役
- Stand Up!!（7月 - 9月、TBS） - 富永 志保 役
- ひと夏のパパへ 第8・9話（8月20日・27日、TBS） - 陽子 役
- 演技者。（11月18日 - 12月9日、フジテレビ）「TRASHMASTAURANT」（トラッシュマストラント） - キム 役

2004年
- エースをねらえ!（1月15日 - 3月11日、テレビ朝日） - 竜崎麗香 役
- 農家のヨメになりたい（5月 - 6月、NHK） - 大柴やよい 役
- エースをねらえ!スペシャル-奇跡への挑戦（9月、テレビ朝日） - 竜崎麗香 役
- 30minutes 第7話（11月12日、テレビ東京） - リオ 役
- ほんとにあった怖い話 -見えない絆-（12月6日、フジテレビ） - 上原真梨子 役
- トリセツ -クリスマス・スペシャル-（12月23日、テレビ朝日） - 高子 役

2005年
- 二十四の瞳（8月2日、日本テレビ）
- ドラマ30 デザイナー（10月5日、MBS） - 主演：亜美 役

2006年
- 恋人未満（1月30日 - 2月3日、テレビ朝日） - 主演：相原幸 役[13]
- ラブ・コレ 東京Love Collection（3月 - 5月、Gyao） - 鈴木夏樹 役
- ギャルサー 第4話（4月、日本テレビ） - 須藤雪絵 役
- PS -羅生門-（7月、EX） - 江守サチ（鑑識課員）役
- もうひとつのシュガー&スパイス「片思いの彼編」（9月20日、フジテレビ）
- 警視庁捜査一課9係 -スペシャル（12月27日、テレビ朝日） - ゲスト

2007年
- プロポーズ大作戦 第3話（4月、フジテレビ） - キャメロン 役
- おじいさん先生（7月 - 9月、日本テレビ） - 主演：安藤 役
- ドラマスペシャル彗星物語（12月3日、TBS） - 城田真由美 役

2008年
- 金曜プレステージ特別企画 『浅見伝説三部作第1弾・耳なし芳一からの手紙』（1月11日、フジテレビ） - 池宮果奈 役
- 土曜ワイド劇場（『事件13』、8月30日） - 伊丹織枝 役

2010年
- ドラマ24『モテキ』（7月 - 10月、TX） - 小宮山夏樹 役

2011年
- バラ色の聖戦（9月 - 10月、テレビ朝日） - 美鈴 役
- 月曜ゴールデン 『北海道警察 巡査の休日』（10月24日、TBS） - 大塚サキ 役
- 謎解きはディナーのあとで 第3話（11月1日、フジテレビ） - 澤田絵里 役
- 専業主婦探偵〜私はシャドウ 第5話（11月18日、TBS） - 山下涼音 役

2012年
- 相棒 Season 10 第17話「陣川、父親になる」（2月29日、テレビ朝日） - 青井由香利 役
- 土曜ワイド劇場 『事件』15（5月12日、テレビ朝日） - 伊丹織枝 役
- 走馬灯株式会社 第2話（7月23日、TBS） - 堤梨穂 役
- 月曜ゴールデン 『北海道警察 笑う警官』（2013年7月29日） - 大塚サキ 役

2014年
- 理系の人々（10月27日、ひかりTV） - 市川 役
- 月曜ゴールデン『北海道警察 人質』）11月3日、TBS） - 大塚サキ 役

2015年
- 五つ星ツーリスト〜最高の旅、ご案内します!!〜 第2話（1月15日、YTV） - 夏目志保 役
- 土曜ワイド劇場『事件16』（5月30日、テレビ朝日） - 伊丹織枝 役
- 月曜ゴールデン『北海道警察 密売人』（9月21日、TBS） - 大塚サキ 役

2016年
- 土曜プライム・土曜ワイド劇場『事件17』（6月4日、テレビ朝日） - 伊丹織枝 役

### バラエティ
- 2009年1月3日 青森朝日放送「第8回ふるさと自慢わがまちCM大賞」 - ゲスト司会[14]
- 2010年1月3日 青森朝日放送「第9回ふるさと自慢わがまちCM大賞」 - ゲスト司会[15][16]
- 2013年10月15日 NOTTV「青木隆治のエンタメまるっとLIVE」（古坂大魔王、りんご娘と共に開局した青森から中継）[17]
- 2014年
  - 1月21日 TBS「内村とザワつく夜」
  - 2月6日 J-COM「USJでTKO」
  - 2月12日 ABC「今ちゃんの「実は…」」
  - 2月15日 TX「厳選!いい宿ナビ」
  - 3月5日 EX「東京上級デート」
  - 4月13日 CX「ONE hour Sense」
  - 4月27日 CX「クイズ30〜団結せよ!〜」
- 2024年 4月9日 日本テレビ「踊る!さんま御殿!!」[18]

### その他テレビ番組
- 2023年5月14日 NHK BSプレミアム「絶景YOGA 小笠原 父島」[19]

### 映画
- COSMIC RESCUE（2003年） - 江波香織 役
- 富江 BEGINNING（2005年） - 主演：川上富江 役
- 東京フレンズ The Movie（2006年） - 羽山ひろの 役
- リアル鬼ごっこ（2008年） - 渡辺かをり 役
- 神様のパズル（2008年） - 白鳥 役
- 湾岸ミッドナイト THE MOVIE（2009年） - 秋川零奈 役
- 宇宙で1番ワガママな星（2010年）
- ごくつま刑事（2010年） - 主演：京極さくら 役
- クローバー（2014年） - 雫蜜実 役
- 生命の灯火（2017年）

### 舞台
- 2004年8月 『BEAT POPS“FIGHTING GIRLS”』 - 主演
- 2009年5月『黒革の手帖』 - 山田波子役(再演版)
- 2013年8月 『パニ☆ホス』 - 主演

### ラジオ
- 松本莉緒のSlow Life NIIGATA（2023年11月 - 、エフエムラジオ新潟）

### CM・広告

#### 松本恵 名義（CM・広告）
- 1995年
  - 1月  ケンタッキーフライドチキン 『冬のカーネルバスケット』
  - JR西日本 『JR SUMMER TRAIN '95 - 夏族旅行』
  - 7月  ワーナーランバート 『クラックアップ』
  - 10月  同 『クラックアップ』 小樽交通記念館版
  - 10月  亀田製菓 『柿の種』『海苔ピーパック』
  - 11月  ツクダオリジナル 『ディズニーてがき電子手帳』
- 1996年
  - 7月 SNK『サムライスピリッツ 天草降臨』 『真説サムライスピリッツ　武士道烈伝』 - リムルル役
  - 10月 学習研究社 『マイコーチ』
  - 11月、1997年11月、1998年1月 大塚製薬 『HotPo』
- 1997年
  - 2月 カルビー 『味馬鈴薯 うめわさび＆しょうゆマヨネーズ』
  - 8月 カルビー 『味馬鈴薯 じゃがバター＆粒マスタード』
  - 11月 資生堂 『肌水』
  - 12月 三菱鉛筆 『ユニボール・シグノ』
  - 大塚製薬 ホットポー
- 1998年
  - 1月 三菱鉛筆 『シャープ替芯』
  - 11月  講談社 『ヤングマガジン Uppers』
  - 8月 朝日新聞社
  - 9月、日清食品 『冷凍日清焼そばU.F.O.』
  - 11月 日清食品 『冷凍ラ王』
  - 日本赤十字社「勇気、元気、献血」
- 1999年
  - 4月 日清食品 『冷凍スパ王』
  - 5月 日清食品 『冷凍日清焼そばU.F.O.』

#### 松本莉緒 名義（CM・広告）
- 2002年6月  グリコ 『カフェオーレ』
- 2004年 明治製菓 『ショパン第5番 ショパンを弾く女編』
- 2005年 明治製菓 『ショパン第7番 姪の逆襲編』
- 2006年 明治製菓 ショパン『ほどけてからまる編』、『ああ、ほどける編』、『ああ、からまる編』
- 2007年 コーセー 『雪肌粋』
- 2007年 - 2008年8月 結婚情報センター『ノッツェ』
- 2008年 『エクステ専門・女性専用美容室 Extentions （エクステンションズ）
- 2014年 ロッテ ショコランタン [20]
- 2015年 スポーツクラブNAS 『ホットヨガスタジオ美温』

### イメージキャラクター

#### 松本恵 名義（イメージキャラクター）
- 1996年10月 ポニーキャニオン ビデオ『らんま1/2』ポスター
- 1997年7月 日本ビクター 『甲子園ポスターキャンペーン』
- 1997年 - 1998年 「一廼穂」 振り袖イメージキャラクター
- 1998年4月 講談社 『ヤングマガジン Uppers』

創刊号の表紙や大型広告に登場。
- 1998年 日本赤十字社 献血キャンペーン

小林亜星作曲の「献血のうた」を歌う。
- 1999年 警察庁ポスターカレンダー

7月23日がふたつあるミスプリント物が存在する。

#### 松本莉緒 名義（イメージキャラクター）
- ビクセンローズ 〜Vixen Rose〜
- ホワイト ドア 〜RIO MATSUMOTO DRESS COLLECTION〜
- 2008年 Style-age（簡体字中国語サイト） “形象大使”
- 2008年8月 - 10月 花王「エッセンシャル」『「カワ*KiSHiN」プロジェクト』

奥田順子・小畑由香里・森下千里・平子理沙・八田亜矢子らと競演
- 第6回神戸マラソン（2016年） - フレンドシップランナー[21]

### アンバサダー
- 2024年8月26日 健康立県にいがたヘルスプロモーションプロジェクト メインアンバサダー就任[22]。

## 書籍

### 写真集

#### 松本恵 名義（写真集）
- 1996年10月 『春・夏・秋・冬―松本恵ファースト写真集』（撮影：根本好伸・角川書店）ISBN 4-048-52741-X
- 1997年10月 『Route M』（撮影：渡辺達生・講談社）ISBN 4-063-05041-6
- 1998年3月  『そつぎょう。』（ワニブックス）ISBN 4-847-02487-7

#### 松本莉緒 名義（写真集）
- 2002年10月 『Rio〜10.22.02.20〜』（撮影：三浦憲治・ワニブックス）ISBN 4-847-02733-7